# تپه چیا صفر
تپه چیا صفر مربوط به دوره اشکانیان است و در شهرستان سلسله، بخش مرکزی، دهستان یوسف وند، ۱۷۰ کیلومتری جنوب شرق روستای بساط آباد واقع شده و این اثر در تاریخ ۲۲ اسفند ۱۳۸۵ با شمارهٔ ثبت ۱۸۲۴۵ به‌عنوان یکی از آثار ملی ایران به ثبت رسیده است.